# Дюл, Пит
Пит Дюл (англ. Pete Duel; 24 февраля 1940, Рочестер, Нью-Йорк, США — 31 декабря 1971, Голливуд, Калифорния, США) — американский актёр, снимавшийся в кино и на телевидении, звезда вестернов, известный в первую очередь благодаря роли Ганнибала Хейса в телесериале «Элиас Смит и Джонс». Отдельные его черты стали частью образа Рика Далтона в фильме Квентина Тарантино «Однажды в Голливуде».

## Биография
Пит Дюл родился в 1940 году в городе Рочестер (штат Нью-Йорк) и стал старшим из трёх детей доктора Эллсворта Дюла и его жены Лилиан (урождённой Эллстром). Его брат Джеффри (1943—2024) тоже стал актёром. Дюл в 1957 году окончил высшую школу в Пенфилде и поступил в университет Святого Лаврентия, где изучал английский язык. Учёбе он предпочитал участие в драматических постановках, и его отец, посетив один из спектаклей, посоветовал Питу заняться актёрской карьерой.
Дюл переехал в Нью-Йорк, где начал играть в театрах, а в 1963 году отправился в Голливуд, чтобы пробиться в мире кино. Он появился в небольших ролях в телефильмах и телесериалах, сыграл главную роль в комедийно-романтическом шоу «Любовь на крыше». Однако актёр хотел перейти от ситкомов к серьёзным ролям. В 1968 году он снялся в художественном фильме «Ад с героями», в 1969 — в фильме «Поколение», в 1970 — в вестерне «Пушка для Кордовы», съёмки которого проходили в Испании. В том же году Дюл получил роль Ганнибала Хейса в сериале-вестерне «Элиас Смит и Джонс».
Ранним утром 31 декабря 1971 года Дюл застрелился в своём доме в Голливуде. Его родные и друзья рассказали полиции, что у актёра была депрессия из-за проблем с алкоголем. Роль Дюла в «Элиасе Смите и Джонсе» перешла к Роджеру Дэвису, но сериал всё же пришлось закрыть в начале 1973 года.
По словам режиссёра Квентина Тарантино, биография Пита Дюла стала для него одним из главных источников вдохновения при создании Рика Далтона — главного героя фильма «Однажды в Голливуде». Дюл появляется в новеллизации этой картины, тоже написанной Тарантино.